# Soopafly
Priest Joseph Brooks, poznatiji po svome umjetničkom imenu Soopafly je hip hop producent i reper iz Long Beacha, Kalifornije.

## Diskografija

### Studijski albumi
| Godina | Naziv |
| ------ | --- |
| 2001.  | Dat Whoopty Woop - Objavljeno: 31. srpnja 2001. - Diskografska kuća: DPG (1002) - Format: CD, LP            |
| 2007.  | Bangin West Coast - Objavljeno: 8. svibnja 2007. - Diskografska kuća: Gangsta Advisory (80162) - Format: CD |

### Singlovi
| Godina | Naziv            | Završno mjesto na top ljestvici | Album            |
| Godina | Naziv            | U.S. R&B                        | Album            |
| ------ | ---------------- | ------------------------------- | ---------------- |
| 1999.  | "Like It or Not" | 111                             | Dat Whoopty Woop |

### Kao gostujući izvođač
| Godina | Naziv                                                     | Završno mjesto na top ljestvici | Album           |
| Godina | Naziv                                                     | U.S. R&B                        | Album           |
| ------ | --------------------------------------------------------- | ------------------------------- | --------------- |
| 1998.  | "Put the Monkey in It" (Daz Dillinger featuring Soopafly) | 101                             | Nothing to Lose |

### Ostale izvedbe
| Godina | Naziv                     | Izvođač(i)                                                                  | Album                                   |
| ------ | ------------------------- | --------------------------------------------------------------------------- | --------------------------------------- |
| 1996.  | "You Thought"             | Snoop Dogg, Too Short                                                       | Tha Doggfather                          |
| 1997.  | "Only in California"      | Mack 10, Ice Cube, Snoop Dogg                                               | Based on a True Story                   |
| 1999.  | "Mamacita"                | Don Cisco, Frost, Kurupt                                                    | Next Friday (soundtrack)                |
| 1999.  | "OG to BG"                | Daz Dillinger                                                               | Suge Knight Represents: Chronic 2000    |
| 1999.  | "Hell Ya"                 | Tray Deee, Daz Dillinger, Kurupt                                            | Whiteboys (soundtrack)                  |
| 2001.  | "Your Gyrlfriend 2"       | Tha Dogg Pound, Mac Shawn                                                   | 2002                                    |
| 2001.  | "Way Too Often"           | Tha Dogg Pound                                                              | 2002                                    |
| 2001.  | "Eastside Ridaz"          | Tha Eastsidaz, Nate Dogg                                                    | Duces 'n Trayz: The Old Fashioned Way   |
| 2001.  | "I Pledge Allegiance"     | Tha Eastsidaz, Kokane                                                       | Duces 'n Trayz: The Old Fashioned Way   |
| 2001.  | "Dogghouse In Your Mouth" | Tha Eastsidaz, Suga Free, RBX, Kurupt, Ruff Dogg, King Lou, Mixmaster Spade | Duces 'n Trayz: The Old Fashioned Way   |
| 2002.  | "This Spot"               | Bad Azz                                                                     | We from the LBC                         |
| 2004.  | "Lonely Girl"             | 213                                                                         | The Hard Way                            |
| 2004.  | "Can U Control Yo' Hoe?"  | Snoop Dogg                                                                  | R&G (Rhythm & Gangsta): The Masterpiece |

## Vanjske poveznice
- Soopafly na Twitteru
- Soopafly na MySpaceu